# Ligne Pékin-Baotou
La ligne de chemin de fer Pékin - Baotou ou Jingbao (chinois simplifié : 京包铁路 ; chinois traditionnel : 京包鐵路 ; pinyin : Jīngbāo TiělùJīngbāo Tiělù) est une ligne de chemin de fer de 833 km reliant Pékin à Baotou, en Mongolie Intérieure en Chine. C'est un parcours très important dans le Nord de la Chine.
La première section de cette ligne, la ligne Impériale de Pékin - Kalgan (aujourd'hui appelée ligne de "Jingzhang") a été construite entre 1905 et 1909, reliant Pékin à Zhangjiakou (Kalgan). Cette section a été le premier chemin de fer conçu et construit par les Chinois. Le chef mécanicien est Jeme Tien Yow. Il a surmonté la déclivité du terrain près de Badaling à l'aide d'un zig — zag (en). En raison de sa réussite dans la construction de ce chemin de fer, Zhan (Jeme) est appelé le " père de la Chine des chemins de fer.
Le chemin de fer a été prolongé de Zhangjiakou à Hohhot, en 1921, et à Baotou en 1923.

## Les Stations et le kilométrage
Un train express parcourt la distance totale en environ 14 heures.
- Beijing (北京)
- Beijing East (北京东)
- Xinghuo (星火)
- Wangjing (望京)
- Huangtudian (黄土店)
- Shahe (沙河)
- Changping (昌平)
- Nankou (南口)
- Dongyuan (东园)
- Juyongguan (居庸关)
- Sanpu (三堡)
- Qinglongqiao (青龙桥)
- Qinglongqiao ouest (青龙桥西)
- Badaling (八达岭)
- Xibozi (西拨子)
- Kangzhuang (康庄)
- Donghuayuan (东花园)
- Tumu (土木)
- Shacheng (沙城)
- Xinbaoan (新保安)
- Xibali (西八里)
- Xiahuayuan (下花园)
- Xinzhuangzi (辛庄子)
- Xuanhua (宣化)
- Shalingzi est (沙岭子东)
- Shalingzi (沙岭子)
- Zhangjiakou Sud (张家口南)
- Zhangjiakou (张家口)
- Kongjiazhuang (孔家庄)
- Wangyuzhuang (王玉庄)
- Guoleizhuang (郭磊庄)
- Chaigoubao (柴沟堡)
- Xiwanbao (西湾堡)
- Yongjiabao (永嘉堡)
- Xiaxiaobao (夏小堡)
- Tianzhen (天镇)
- Luowenzao (罗文皂)
- Yanggao (阳高)
- Wangguanrentun (王官人屯)
- Julebao (聚乐堡)
- Zhoushizhuang (周士庄)
- Datong est (大同东)
- Datong (大同)
- Gudian (古店)
- Gushan (孤山站)
- Baoziwan (堡子湾站)
- Wutaiwa (五台洼站)
- Fengzhen (丰镇站)
- Jiandi (监地站)
- Xin'anzhuang (新安庄站)
- Yongwangzhuang (永王庄站)
- Hongshaba (红砂坝站)
- Suojiacun (索家村站)
- Tuguiwula (土贵乌拉站)
- Naji (纳继站)
- Suji (苏集站)
- Guyingpan (古营盘站)
- Jining south (集宁南站)
- Hulu (葫芦站)
- Sanchakou (三岔口站)
- Basumu (八苏木站)
- Shibatai (十八台站)
- Hala (哈拉站)
- Magaitu (马盖图站)
- Gujiabao (姑家堡站)
- Zhuozishan (卓资山站)
- Fushengzhuang (福生庄站)
- Anju (安居站)
- Sandaoying (三道营站)
- Mengguying (蒙古营站)
- Qixiaying (旗下营站)
- Minzu (民族站)
- Taobuqi (陶卜齐站)
- Guojiaying (郭家营站)
- Baita (白塔站)
- Nandian (南店站)
- Hohhot (呼和浩特站)
- Youyouban (攸攸板站)
- Taigemu (台阁牧站)
- Dalibao (大里堡站)
- Bikeqi (毕克齐站)
- Chasuqi (察素齐站)
- Songla (宋拉站)
- Taosihao (陶思浩站)
- Sanbashu (三八树站)
- Meidaizhao (美岱召站)
- Laozang (老藏站)
- Salaqi (萨拉齐站)
- Gongjiban (公积坂站)
- Dongxing (东兴站)
- Guchengwan (古城湾站)
- Baotou east (包头东站)
- Wanshuiquan (万水泉站)
- Baotou (包头站)

| Principales gares          | (km) |
| -------------------------- | ---- |
| Pékin (北京)               | 0    |
| Shacheng (沙城)            | 121  |
| Xuanhua (宣化)             | 171  |
| Zhangjiakou Sud (张家口南) | 196  |
| Datong (大同)              | 374  |
| Jining sud (集宁南)        | 501  |
| Hohhot (呼和浩特)          | 659  |
| Baotou (包头)              | 824  |

## Galerie

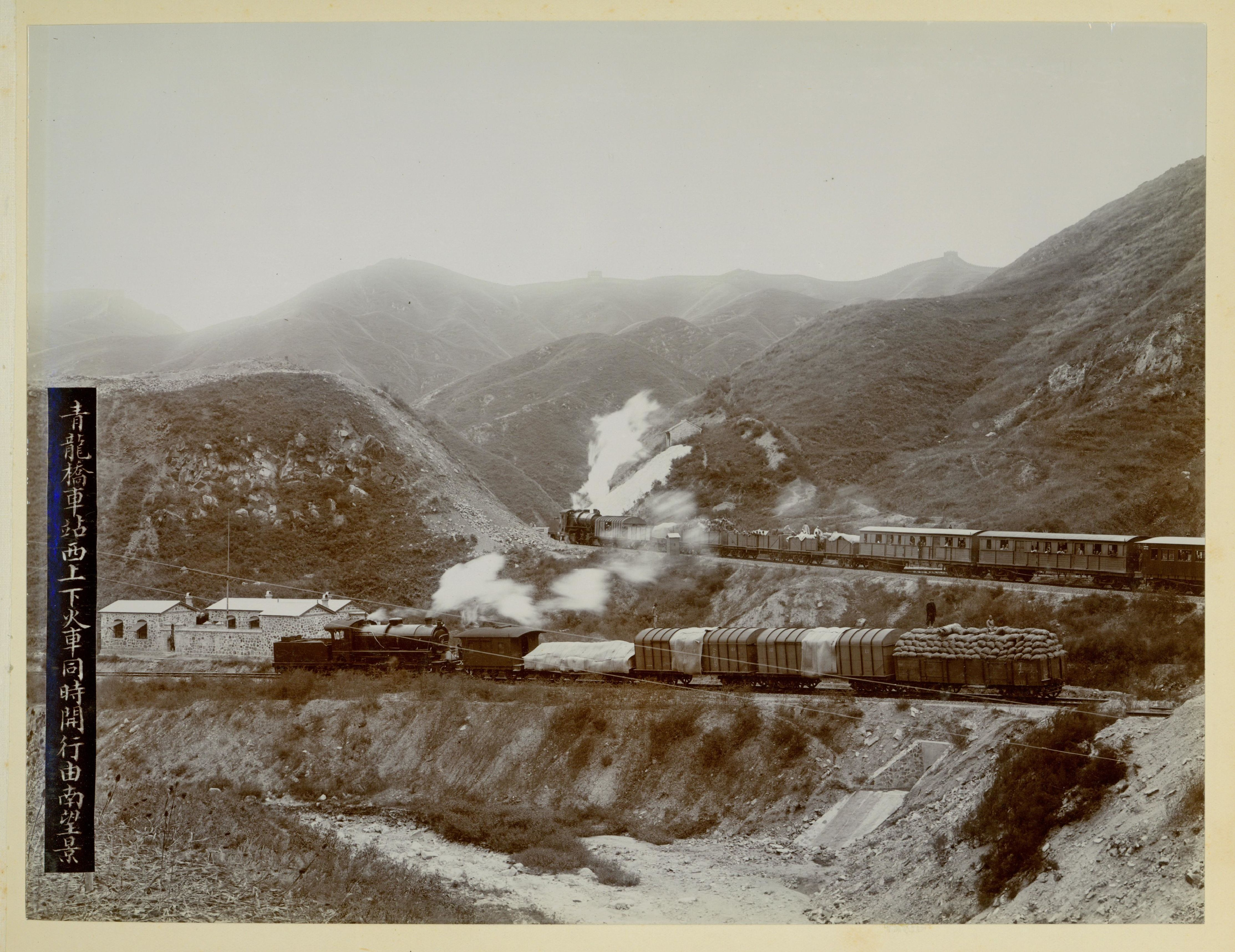
La gare de Qinglongqiao Station en 1908
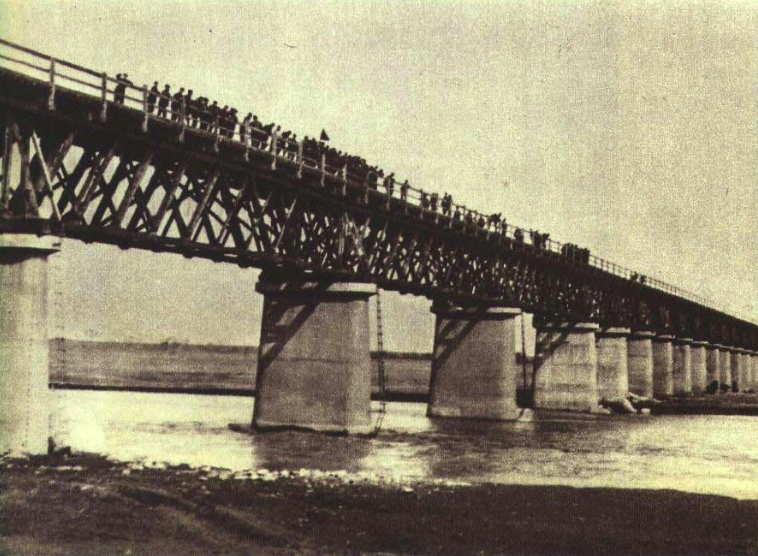
Pont sur la rivière Yongding en 1952
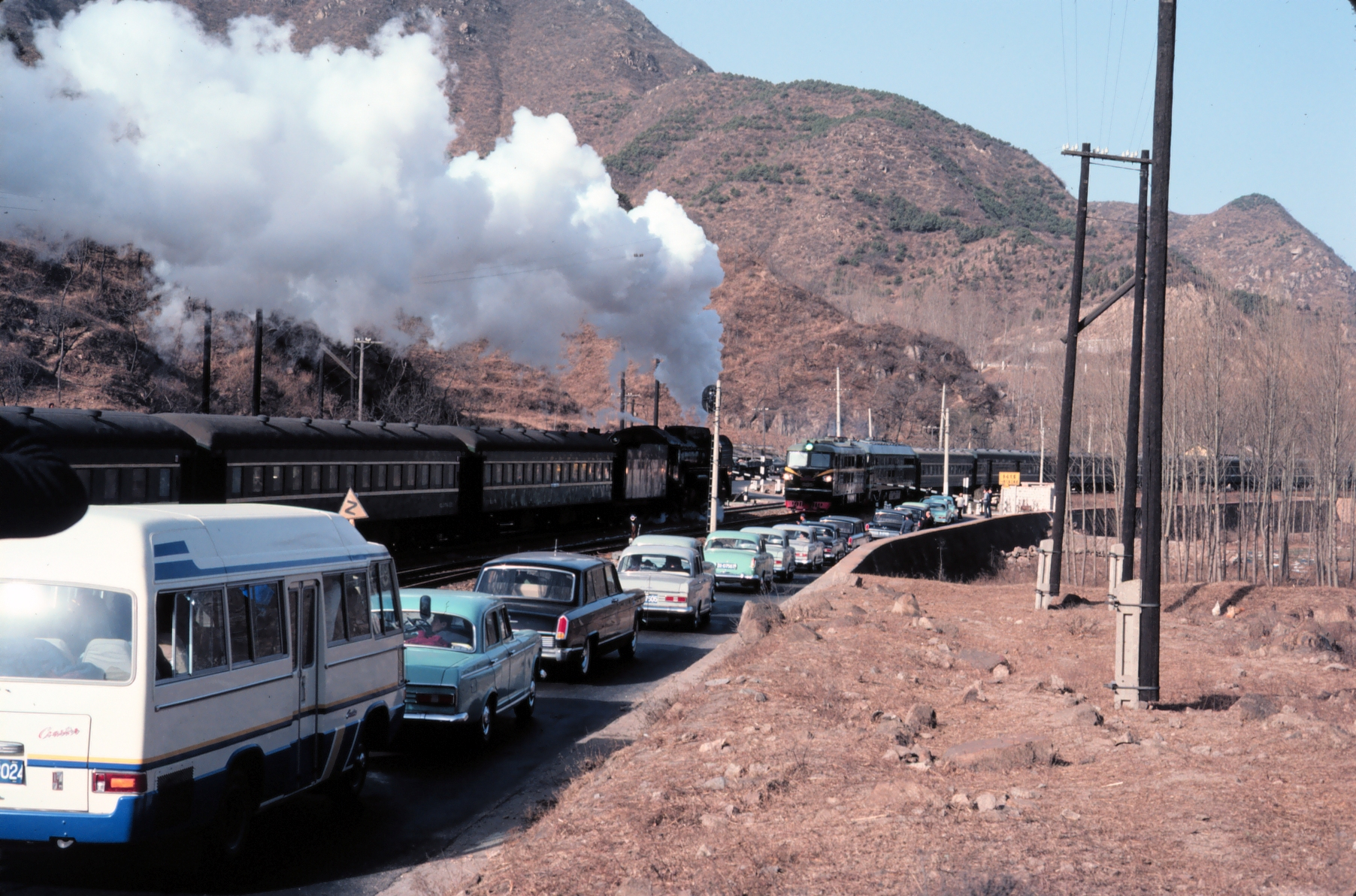
Une locomotive à vapeur et une locomotive diesel sur la Jingbao près de la Grande Muraille de Badaling à Pékin en 1979.
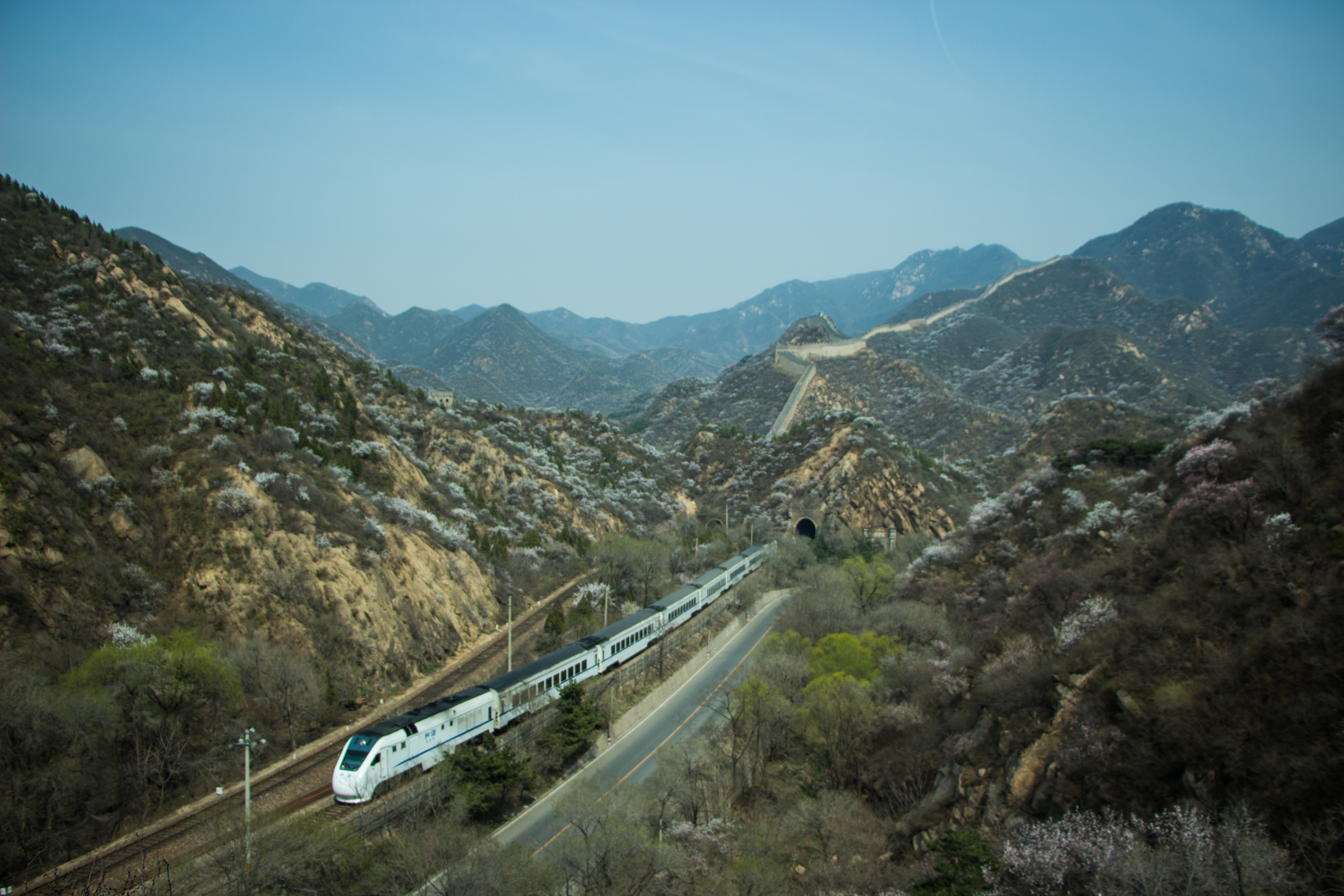
Une rame NDJ3 DMU à Badaling en 2012.

## Sources et références
- (en) Cet article est partiellement ou en totalité issu de l’article de Wikipédia en anglais intitulé « Beijing–Baotou Railway » (voir la liste des auteurs).